# Echo: Number 25
Echo: Number 25 è un dipinto cm 233,4x218,4 cm) realizzato nel 1951 dal pittore Jackson Pollock.
È conservato nel Museum of Modern Art di New York.
Eseguito con la tecnica del dripping, è costituito da archi arabeggianti di colore nero su sfondo chiaro.